# Carrefour-Feuilles
 (juin 2025).
La mise en forme du texte ne suit pas les recommandations de Wikipédia : il faut le « wikifier ».
Les points d'amélioration suivants sont les cas les plus fréquents :
- Les titres sont pré-formatés par le logiciel. Ils ne sont ni en capitales, ni en gras.
- Le texte ne doit pas être écrit en capitales (les noms de famille non plus), ni en gras, ni en italique, ni en « petit »…
- Le gras n'est utilisé que pour surligner le titre de l'article dans l'introduction, une seule fois.
- L'italique est rarement utilisé : mots en langue étrangère, titres d'œuvres, noms de bateaux, etc.
- Les citations ne sont pas en italique mais en corps de texte normal. Elles sont entourées par des guillemets français : « et ».
- Les listes à puces sont à éviter, des paragraphes rédigés étant largement préférés. Les tableaux sont à réserver à la présentation de données structurées (résultats, etc.).
- Les appels de note de bas de page (petits chiffres en exposant, introduits par l'outil «  Source ») sont à placer entre la fin de phrase et le point final[comme ça].
- Les liens internes (vers d'autres articles de Wikipédia) sont à choisir avec parcimonie. Créez des liens vers des articles approfondissant le sujet. Les termes génériques sans rapport avec le sujet sont à éviter, ainsi que les répétitions de liens vers un même terme.
- Les liens externes sont à placer uniquement dans une section « Liens externes », à la fin de l'article. Ces liens sont à choisir avec parcimonie suivant les règles définies. Si un lien sert de source à l'article, son insertion dans le texte est à faire par les notes de bas de page.
- La présentation des références doit suivre les conventions bibliographiques. Il est recommandé d'utiliser les modèles {{Ouvrage}}, {{Chapitre}}, {{Article}}, {{Lien web}} et/ou {{Bibliographie}}. Le mode d'édition visuel peut mettre en forme automatiquement les références.
- Insérer une infobox (cadre d'informations à droite) n'est pas obligatoire pour parachever la mise en page.

Pour une aide détaillée, merci de consulter Aide:Wikification.
Si vous pensez que ces points ont été résolus, vous pouvez retirer ce bandeau et améliorer la mise en forme d'un autre article.
Carrefour-Feuilles est un quartier densément peuplé de la commune de Carrefour, dans l’arrondissement de Port-au-Prince (département de l’Ouest), en Haïti.

## Géographie
Le quartier est situé sur des hauteurs enclavées, entre 127 à 162 mètres, ce qui limite les voies de communication, complique l'accès aux services publics et favorise un développement urbain informel.

## Histoire et urbanisation
Le quartier s’est fortement développé de manière non planifiée dans les années 1970-1980. Sa vulnérabilité a été révélée lors du séisme de 2010, qui a gravement endommagé les bâtiments et infrastructures.

## Situation sécuritaire
Depuis 2022, Carrefour-Feuilles subit régulièrement des attaques violentes par le gang Gran Ravin, dirigé par Renel Destina alias Ti Lapli. Des affrontements armés et des incendies ont provoqué des déplacements massifs de population.
En mars 2025, le quartier a été à nouveau pris pour cible par la coalition Viv Ansanm lors d'une série d'attaques coordonnées.

## Déplacements de population
Entre août et septembre 2023, environ 32 075 personnes ont quitté le quartier, selon les données anonymisées de téléphonie mobile.
Des milliers de familles déplacées ont trouvé refuge dans des camps improvisés (écoles, places publiques, cimetières).

## Violences et violations des droits humains
Le BINUH a documenté des cas de viols collectifs, d'assassinats et de destructions de maisons. En août-septembre 2023, au moins cinq femmes ont été violées, et une d'entre elles tuée.
En janvier 2023, 18 policiers haïtiens ont été tués dans le quartier par le gang Gan Grif.

## Réponse humanitaire
Des organisations telles que UNICEF, Médecins sans frontières, Croix-Rouge et UNFPA sont intervenues pour offrir des soins d'urgence, des kits d'hygiène, et du soutien psychosocial,.